# تشيكرز وراليز
تشيكرز آند راليز ذ.م.م (بالإنجليزية: Checkers And Rally's LLC) هي سلسلة مطاعم أمريكية للوجبات السريعة تعمل بنظام الخدمة الذاتية في الولايات المتحدة. تدير العلامة التجارية مطاعم تشيكرز وراليز في 28 ولاية ومنطقة كولومبيا. وهي متخصصة في الهمبرغر والهوت دوغ والبطاطا المقلية ومخفوق الحليب والمشروبات.

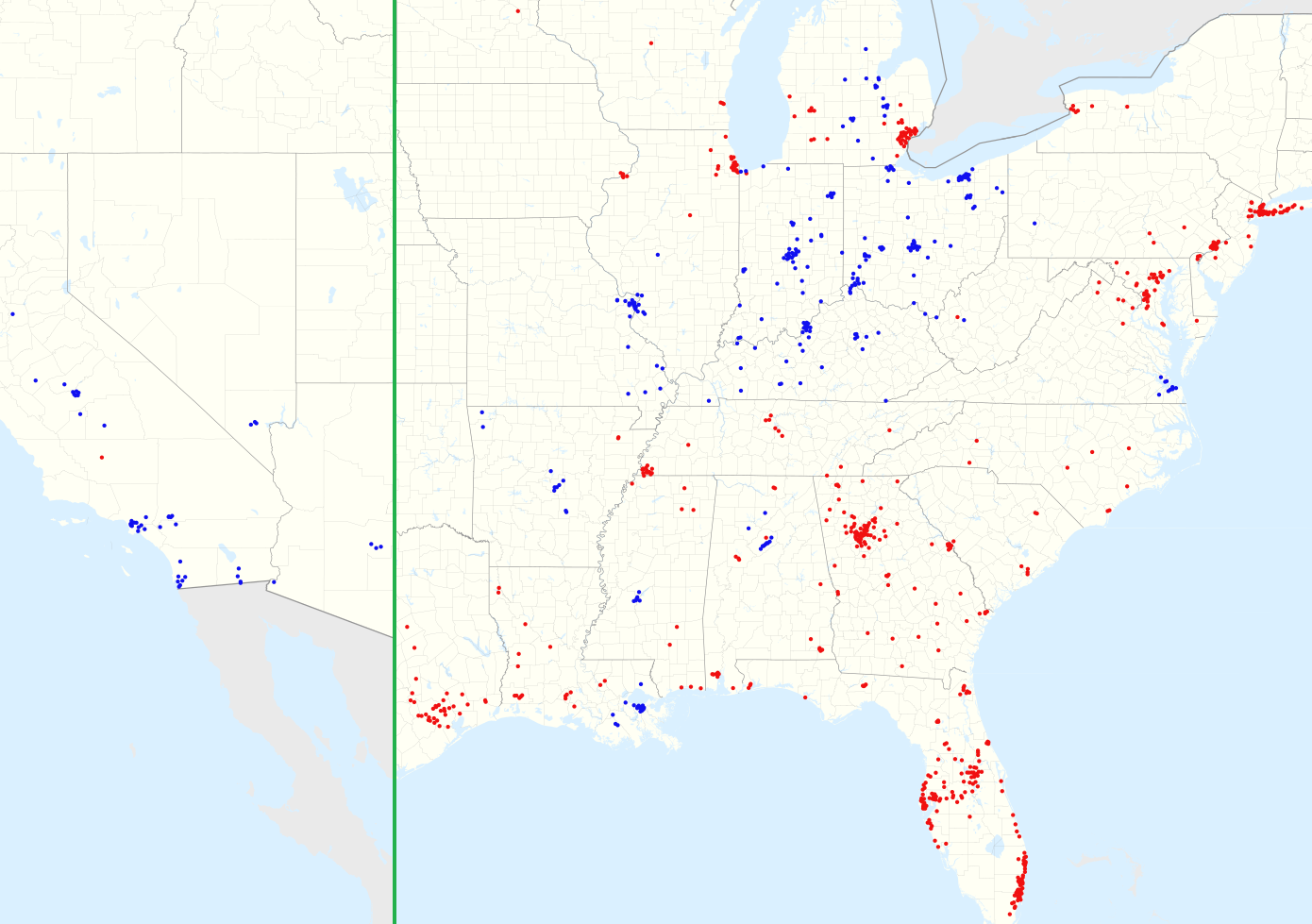
خريطة المواقع (أحمر: تشيكرز، أزرق: راليز)

## نظرة عامة
في الأصل كانت شركتان منفصلتان تخدمان مناطق جغرافية مختلفة (حيث تخدم تشيكرز الجنوب الشرقي وتخدم راليز الغرب الأوسط)، ثم اندمجت تشيكرز وراليز في أغسطس 1999. وبشكل عام، لا يزال اسم تشيكرز مستخدمًا في الجنوب الشرقي وكذلك الشمال الشرقي بينما لا يزال اسم راليز مستخدمًا في الغرب الأوسط وكذلك كاليفورنيا؛ وقد تداخلت العلامتان التجاريتان في عدة مناطق.[بحاجة لمصدر]
يقع المقر الرئيسي للشركة المندمجة في تامبا بولاية فلوريدا. تتخصص معظم المواقع في خدمة الطلبات الخارجية (سفري) مع إمكانية القيادة عبر السيارة أو الدخول بدون نوافذ، ولكن لا توجد أماكن جلوس داخلية، على الرغم من أن بعض مواقع رالي القديمة في الغرب الأوسط تحتفظ بغرف الطعام، بالإضافة إلى موقعين لتشيكرز مع مناطق طعام داخلية في كليرواتر وأورلاندو بولاية فلوريدا.
تأسست شركة تشيكرز عام 1986 في موبايل، ألاباما على يد جيم ماتي وأصبحت شركة عامة عام 1991. تأسست شركة رالي في لويفيل، كنتاكي عام 1985 على يد جيم باترسون. في عامي 1991 و1992، استوعبت شركة رالي شركات ماكسيز أوف أميركا وسنابس درايف ثرو وزيبز درايف ثرو.
في عام 1996، اشترت شركة مطاعم سي كي إي، الشركة الأم لمطاعم كارلز جي آر وهارديز، مطاعم راليز. وباعت سي كي إي مطاعم راليز إلى شركة تشيكرز في عام 1999. وعلى عكس سلسلتي سي كي إي (اللتين تنقلبتا في نقاط مختلفة بين تسويق كارلز جي آر وهارديز كسلسلة واحدة أو سلسلتين إقليميتين منفصلتين تشتركان في شعار نجمة كارل الابن السعيدة وصورته، لكنهما تقدمان قوائم طعام منفصلة إلى حد كبير)، قامت شركة تشيكرز على الفور بدمج مطاعم راليز في علامتها التجارية، والآن تختلف السلسلتان فقط في الاسم.
في يونيو 2006، أصبحت الشركة خاصة من خلال اندماج مع شركة تاكسي القابضة، وهي شركة تابعة لشركة ويلسبرينج لإدارة رأس المال، وهي شركة أسهم خاصة. في عام 2014، باعت ويلسبرينج شركة تشيكرز لشركة أسهم خاصة أخرى، وهي شركاء سينتينيل كابيتال. في 23 مارس 2017، أعلنت شركة تشيكرز أنها ستباع لشركة أوك هيل كابيتال بارتنرز مقابل 525 مليون دولار. تم الانتهاء من البيع بعد شهر.
في 23 مايو 2018، أعلنت شركة تشيكرز عن خطة توسع لأكثر من عشرين موقعًا في منطقة بيتسبرغ. وعلى الرغم من شهرة رالي في المنطقة، كان من المقرر أن تحمل المواقع علامة تشيكرز. عادت الشركة رسميًا إلى المنطقة في عام 2019 تحت العلامة التجارية رالي بافتتاح موقع في بن هيلز.
في فبراير 2020، عينت شركة تشيكرز وراليز فرانسيس ألين، الرئيسة التنفيذية السابقة لشركة بوسطن ماركت، كرئيسة تنفيذية جديدة لها. وقد تركت المنصب في أبريل 2024.

### الإعلان والعروض الترويجية
كانت إحدى الحملات الإعلانية الأولى التي أطلقتها شركتا تشيكرز وراليز من عام 1999 إلى أواخر عام 2000 تحمل شعار «الوقود البشري عالي الأداء». وكانت الإعلانات التليفزيونية للحملة متحركة بأسلوب الرسوم المتحركة، حيث ظهرت امرأة تدعى هولي وهي تبحث عن الوجبات السريعة. وقد ابتكر كريسبين بورتر وبوجوسكي الإعلانات، ورسمها بيتر تشونغ، الذي كان مسؤولاً أيضًا عن الرسوم المتحركة لمسلسل إم تي في إيون فلوكس.
في سبتمبر 2007، فازت وكالة إعلانات إم إل روجرز بحقوق الإعلان لمطاعم تشيكرز، وأعادت هيكلة الحملة الإعلانية بالكامل. ومن بين التغييرات العديدة شعارهم الجديد «مكان صغير. ذوق كبير»، بدءًا من أكتوبر 2007. في عام 2007، استخدمت السلسلة شخصية تسمى راب كات، وهي قطة محشوة تؤدي أغنية راب عن السلسلة. أصبحت الحملة الإعلانية شائعة بعد أن أصبح مقطع الفيديو سريع الانتشار على يوتيوب. قدمت الشركة أكياسًا ورقية منقوشة على شكل قميص كرة السلة لترتديها القطط، مع فتحات لقص الأرجل والذيل، وطلبت من العملاء نشر مقاطع فيديو لقططهم وهي ترتديها على موقع راب كات على الويب. تلقى هذا انتقادات من نشطاء حقوق الحيوان، على الرغم من أن تشيكرز ذكرت أن العبوة كانت «مقصودة فقط كتمديد إبداعي لحملتنا التلفزيونية».
في سبتمبر 2014، بدأوا في الحصول على شخصية تدعى السيد باج، وهو كيس ناطق يظهر في الإعلانات التجارية الجديدة لمنتجات تشيكرز وراليز.
في سبتمبر 2016، أعلن مغني الراب ومالك المطعم ريك روس عن خططه للشراكة مع تشيكرز وراليز، بما في ذلك ملكية عدد قليل من الامتيازات. افتتح أول موقع امتياز له في ميامي في أوائل عام 2017.

### الأمن والخصوصية
في 29 مايو 2019، كشفت شركة تشيكرز وراليز عن خرق بيانات طويل الأمد أثر على عدد غير معروف من العملاء في 103 من مواقع تشيكرز وراليز، حيث أصيب البعض ببرامج ضارة في نقاط البيع في وقت مبكر من عام 2015.

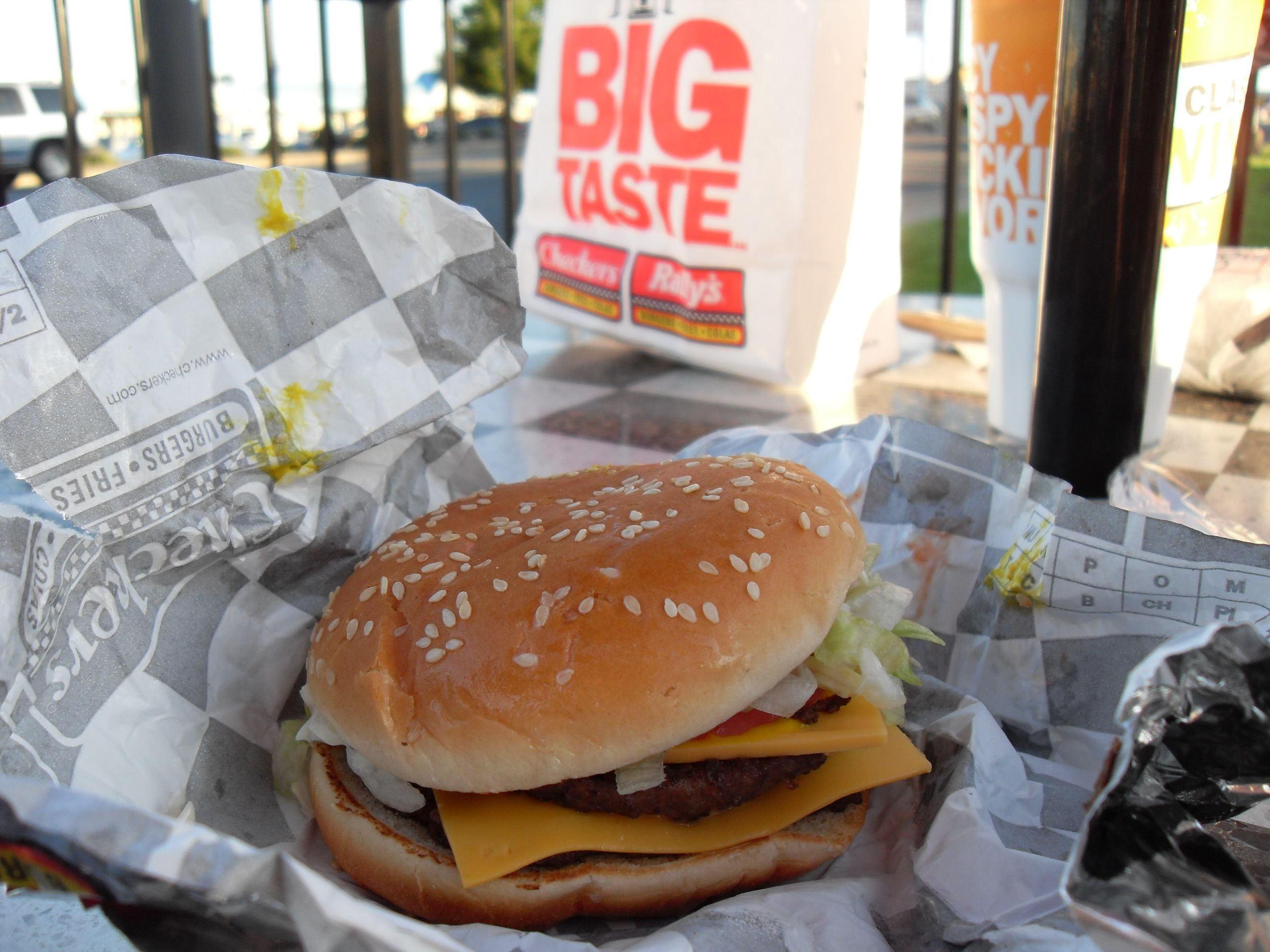
برجر بيج بوفورد
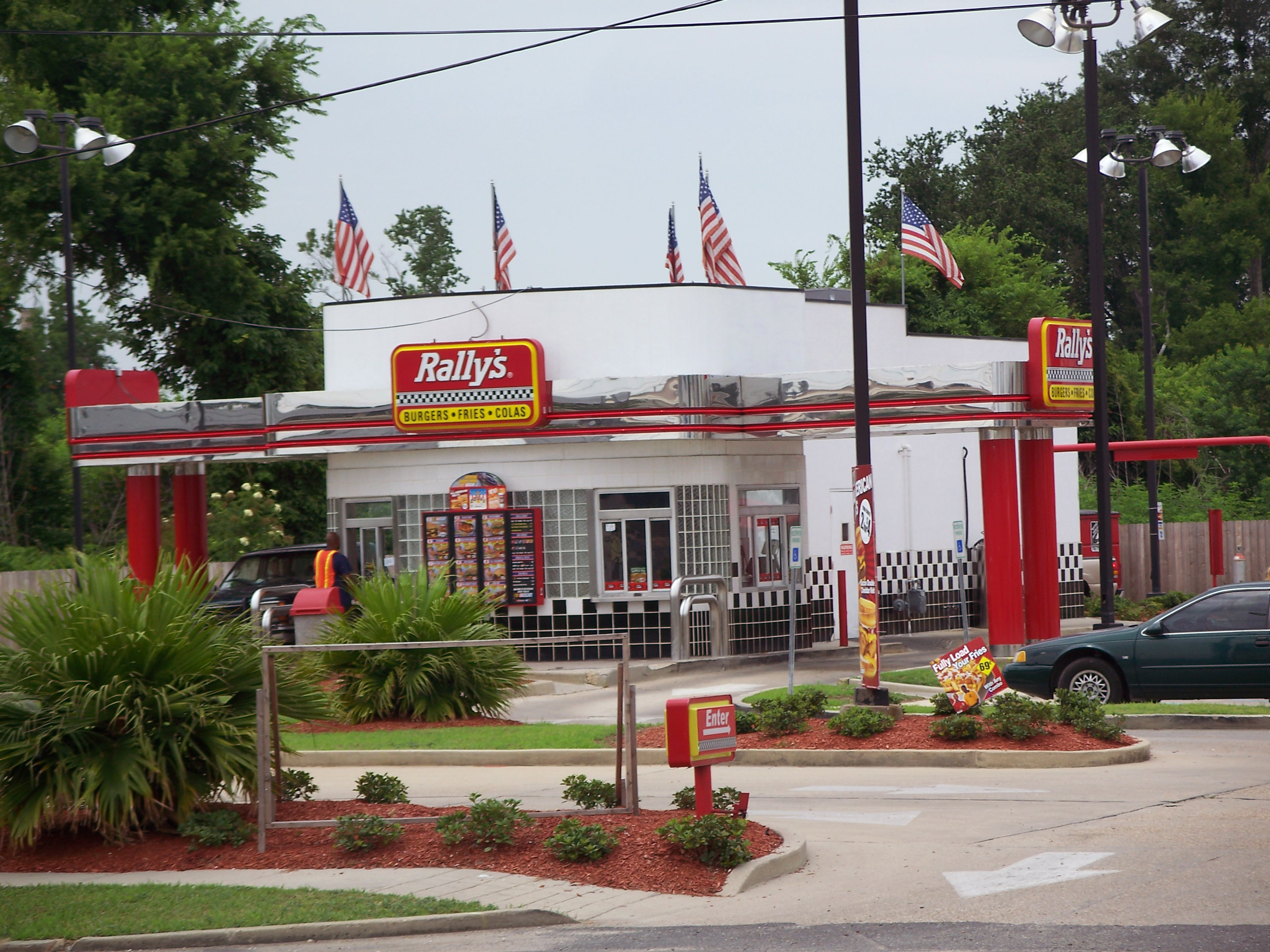
صورة خارجية لتجمع في ميتايري، لويزيانا